# 嘉穂町
嘉穂町（かほまち）は、福岡県のほぼ中央に位置した町。旧嘉麻郡。
山田市、稲築町、碓井町と2006年3月27日に対等合併して嘉麻市となった。

## 地理
福岡県の中央部、筑豊地区の南端部、福岡市から東へ約40km、北九州市から南へ約55km、飯塚市から南東へ約10kmの場所に位置している。町域北部は筑豊盆地の南端部にあたり、町の中心部となっている。町域の西部・南部・東部は700m〜1,000m級の山々が連なる山地である。町の南東端部には遠賀川源流点がある。

### 隣接していた市町村
- 山田市
- 朝倉市
- 嘉穂郡：碓井町・桂川町・筑穂町・稲築町
- 田川郡：川崎町・添田町
- 朝倉郡：筑前町・東峰村

## 歴史

### 近現代
- 1889年4月1日 - 町村制施行により、現在の町域にあたる以下の村が発足。
  - 嘉麻郡大隈村・千手村・宮野村・足白村
- 1892年1月18日 - 大隈村が町制施行し大隈町となる。
- 1896年4月1日 - 郡の統合により嘉麻郡が穂波郡と合併し嘉穂郡となる[1]。
- 1951年9月3日 - 嘉穂炭鉱の坑道が水没。12人が溺死[2]。死者30人以上。
- 1955年1月1日 - 大隈町・千手村・宮野村・足白村が合併して嘉穂町を新設。
- 2006年3月27日 - 山田市、稲築町、碓井町と合併し嘉麻市を新設して廃止。

## 行政

### 平成の大合併
嘉飯山地区と呼ばれる飯塚市・山田市（いずれも元嘉穂郡）および嘉穂郡の全町とともに「嘉飯山2市8町合併協議会」を設立し、合併へ向けた協議が行われたが、2004年8月に桂川町が協議会から離脱したため不成立に終わった。その後、旧嘉麻郡にあたる山田市・稲築町・碓井町と新たに「嘉穂南部1市3町合併協議会」を設立し、2006年3月27日に嘉麻市を発足させることになった。

## 地域

### 教育

#### 高等学校
- 福岡県立嘉穂工業高等学校（2007年3月31日限りで廃止）
- 福岡県立嘉穂中央高等学校嘉穂町立大隈城山校（定時制のみ）

#### 中学校
町立
- 嘉穂中学校

#### 小学校
町立
- 大隈小学校
- 牛隈小学校
- 宮野小学校
  - 桑野分校（休校中）
- 足白小学校
- 千手小学校
- 泉河内小学校

## 交通

### 鉄道
町内に鉄道路線はない。鉄道を利用する場合の最寄り駅は、JR九州筑豊本線および篠栗線の桂川駅。

#### 廃止路線
鉄道路線としては1988年までは上山田線が町内を通っており、町内には大隈駅があった。

### バス
- 西鉄バス筑豊
  - 飯塚市 - 稲築町 - 嘉穂町中心部
  - 桂川町 - 碓井町 - 嘉穂町牛隈地区
- 山田市バス（山田市が運行する、道路運送法第80条但し書きに準拠する白ナンバーバス）
  - 嘉穂町牛隈地区 - 山田市
- 嘉穂町バス（嘉穂町が運行する、道路運送法第80条但し書きに準拠する白ナンバーバス）
  - 町内各地

### 道路
町内に高速道路はない。

#### 一般国道
- 国道211号
- 国道322号

#### 主要地方道
- 福岡県道66号桂川下秋月線
- 福岡県道67号田川桑野線
- 福岡県道90号穂波嘉穂線

## 名所・旧跡・観光スポット・祭事・催事
- 益富城跡
- 鮭神社
- 献鮭祭（12月）
- 麟翁寺(益富城搦手門、母里太兵衛墓所)

## 嘉穂町出身の有名人
- つかこうへい（演出家）